# Fragile (film suisse, 2005)
Pour plus de détails, voir Fiche technique et Distribution.
Fragile est un film suisse réalisé par Laurent Nègre et sorti en 2006.

## Fiche technique
- Titre : Fragile
- Réalisation : Laurent Nègre
- Scénario : Laurent Nègre
- Photographie : Béatrice Mizrahi
- Décors : Anne Carmen Vuilleumier
- Son : Jürg Lempen
- Musique : Ladislav Agabekov et Jérôme Pellegrini
- Montage : Julien Sulser
- Production : Bord Cadre Films
- Pays d'origine :  Suisse
- Genre : Comédie dramatique
- Durée : 87 minutes
- Dates de sortie : 
  - Suisse romande : 8 février 2006
  - France : 15 avril 2006

## Distribution
- Marthe Keller : Emma
- Felipe Castro : Sam
- Stefanie Gunther : Catherine
- Jacques Bonvin
- Julien Conod
- Jean-Marie Daunas
- Joël Demarty
- Louis-Charles Finger